# Ollastra
Ollastra (Ollasta in sardo) è un comune italiano di 1 093 abitanti della provincia di Oristano in Sardegna, ubicato tra le subregioni storiche del Campidano di Oristano e del Barigadu.

## Storia
L'area fu abitata fin dall'epoca nuragica, per la presenza nel territorio di alcuni nuraghi.

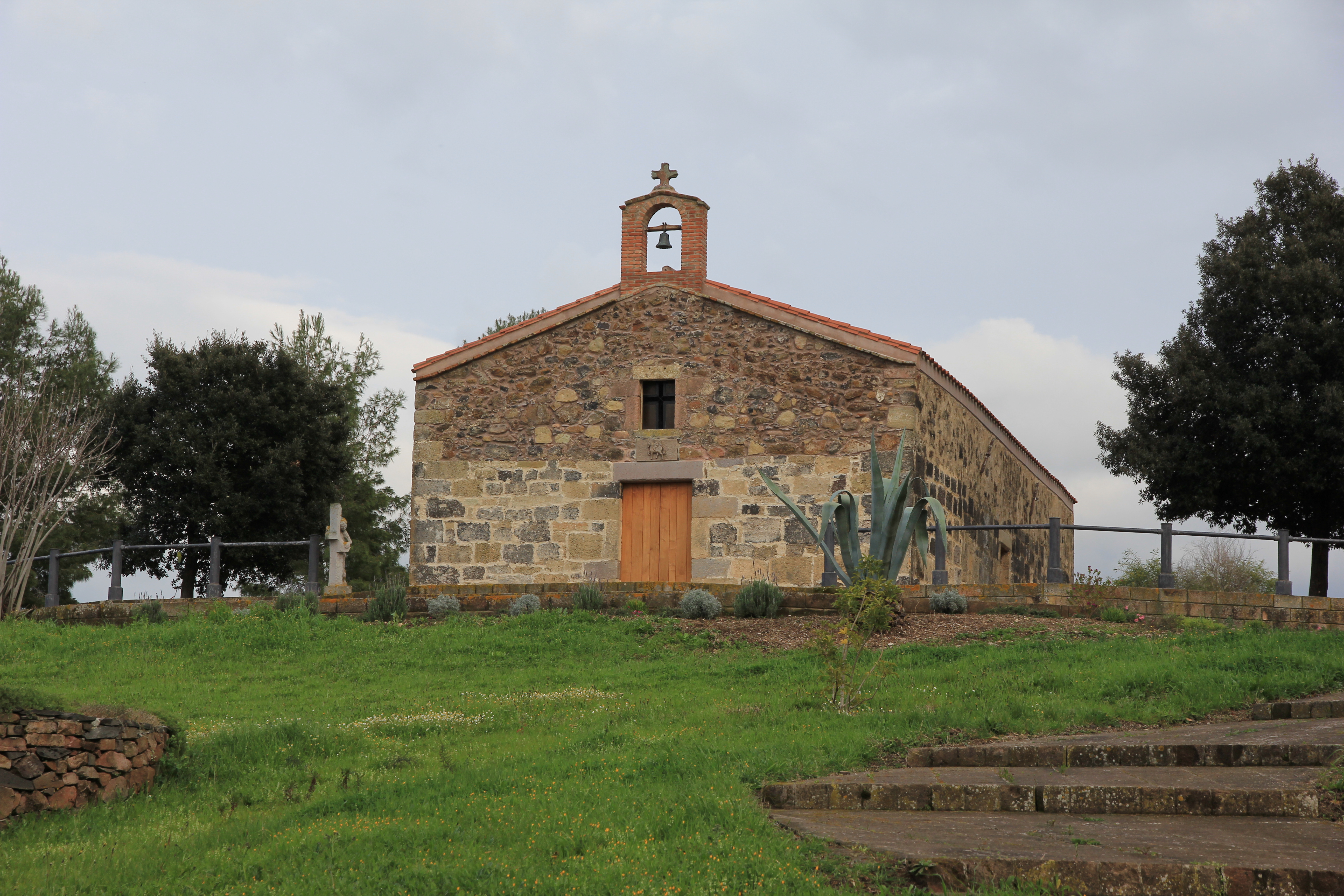
Chiesa di San Costantino

Nel medioevo appartenne al Giudicato di Arborea, e fece parte della curatoria di Simaxis, di cui Simaxis fu capoluogo.
Alla caduta del giudicato (1420) entrò a far parte del Marchesato di Oristano, e alla definitiva sconfitta degli arborensi (1478) passò sotto il dominio aragonese e quindi in possesso dei Salazar di Iglesias. Gavino Salazar el major nel 1698 dispose nel suo testamento del salto franco di Ollastra in favore di una delle sue figlie. Ollastra feudo possesso dei Carroz non va confuso con Ogliastra. Intorno al 1767, in epoca sabauda, il paese fu incorporato nel Marchesato d'Arcais, feudo dei Flores Nurra, ai quali fu riscattato nel 1839 con la soppressione del sistema feudale.
Il paese, dal 1928 al 1946 era in passato frazione di un paese vicino, Simaxis, di cui fino al 1991, possedeva parte del nome. È dunque dal 1991 che il paese ha cambiato il suo nome da "Ollastra Simaxis" all'attuale Ollastra.

### Simboli
Lo stemma e il gonfalone del comune di Ollastra sono stati concessi con decreto del presidente della Repubblica del 5 aprile 1995.
Il gonfalone è un  drappo partito di azzurro e di giallo,

## Monumenti e luoghi d'interesse

### Architetture religiose
- chiesa di San Costantino
- chiesa di San Marco
- chiesa di San Sebastiano
- chiesa di Santa Severa

## Società

### Evoluzione demografica
Abitanti censiti

### Lingue e dialetti
La variante del sardo parlata a Ollastra è il campidanese oristanese.